# 中国人民解放军陆军合成第一二四旅
合成第一二四旅（英語：124th Combined Arms Brigade），又称“黄草岭英雄旅”，是中国人民解放军陆军第七十二集团军下辖的一个两栖合成旅，驻地浙江省湖州市。

## 历史概述
该旅前身为辽南军区独立师，成立最初的一段时间被认为是四野一支资历较浅、底子较差的部队，因成立最初全师没有任何红军建制单位做基础，也没有很多曾经服役于八路军的干部。所以其在第二次国共内战中长期担负游击战和配合主力纵队作战的次要任务，其所隶属的中国人民解放军第四十二军也是第四野战军中唯一一个没有渡过长江的军。中华人民共和国成立后至朝鲜战争爆发前，第一二四师为东北边防军序列，仅承担屯垦等非战斗任务。
抗美援朝战争第一次战役发起前，主要承担生产任务的第一二四师临危受命，仅经过2个月的战斗培训后便进入朝鲜半岛黄草岭地区投入战斗，击溃韓國陸軍第3步兵師并阻击了美国海军陆战队第一师的前进，完成了保护第十三兵团东线侧翼的任务，一战成名跃居为头等主力师，黄草岭阻击战也是一二四师首次担任主力与强敌正面交锋。
摩步第一二四师于1998年整编为两栖机械化步兵师。2017年两栖机步第一二四师拆分出第三七二团组成两栖合成第一二五旅，余部改编为两栖合成第一二四旅，为现有编制。

## 沿革
参考资料：
| 部隊番號                 | 使用時期                 |
| ------------------------ | ------------------------ |
| 辽南军区独立师           | 1946年5月18日-1947年8月  |
| 辽东军区独立第一师       | 1947年8月-1948年3月13日  |
| 东北人民解放军第十三师   | 1948年3月13日-1948年11月 |
| 中国人民解放军第一二四師 | 1948年11月-1960年1月     |
| 陆军第一二四师           | 1960年1月-1985年9月      |
| 摩托化步兵第一二四師     | 1985年9月-1998年10月     |
| 两栖机械化步兵第一二四師 | 1998年10月-2017年4月     |
| 合成第一二四旅           | 2017年4月至今            |